# (7414) Bosch
(7414) Bosch est un astéroïde de la ceinture principale.

## Description
(7414) Bosch est un astéroïde de la ceinture principale. Il fut découvert le 13 octobre 1990 à Tautenburg par Lutz Dieter Schmadel et Freimut Börngen. Il fut nommé en honneur de Carl Bosch. Il présente une orbite caractérisée par un demi-grand axe de 3,18 UA, une excentricité de 0,22 et une inclinaison de 0,7° par rapport à l'écliptique.

## Compléments